# Pedikulose

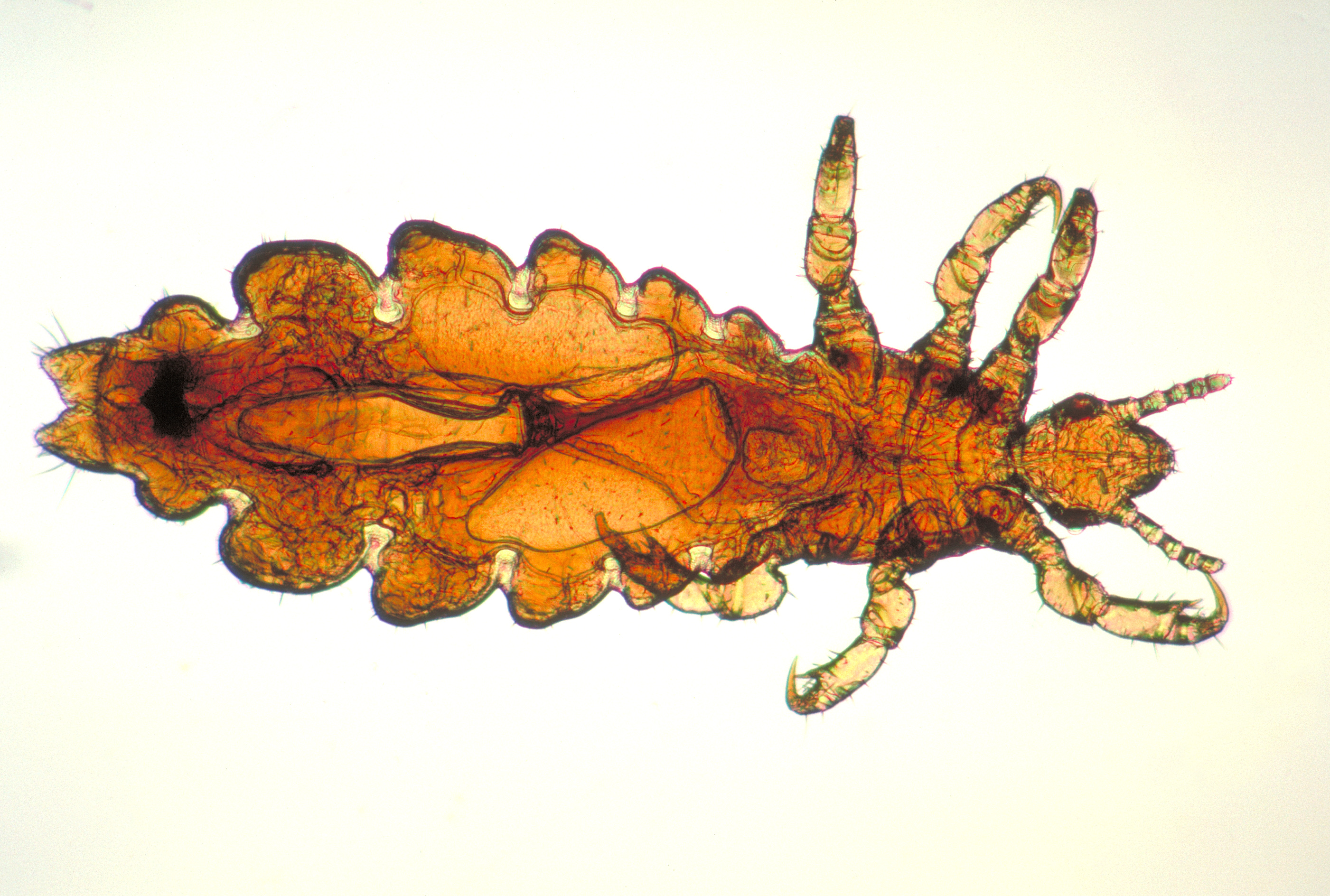
Kopflaus (Pediculus humanus)

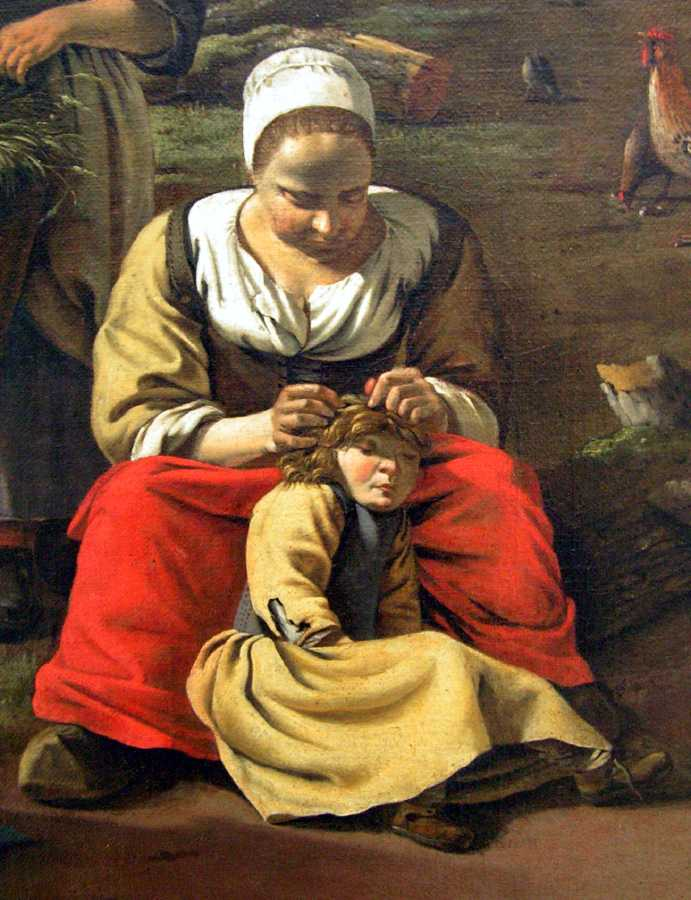
Jan Siberechts, Scène d’épouillage, 1662

Die Pedikulose (Pediculosis), veraltet auch Läusesucht genannt, ist eine Parasitose, bei der es zu einem Befall der Haut durch Kopf-, Filz- oder Kleiderläuse kommt. Sie ist übertragbar und wegen des durch die Bisse und/oder die Ausscheidungen der Läuse hervorgerufenen Juckreizes unangenehm, aber ansonsten ungefährlich. Allerdings können durch Läuse Krankheitserreger übertragen werden.

## Erkrankung
Die Pedikulose ist als häufige und epidemische Krankheit eingestuft, insbesondere in Kindergemeinschaften. Sie tritt weltweit auf, unabhängig von der klimatischen Zone.

## Therapie
Zur Behandlung von Pedikulose werden die Arzneistoffe Hexachlorcyclohexan, Malathion, Permethrin, Pyrethrine und Crotamiton in Form von Haarwaschmitteln, Gels, Lotionen, Salben und Sprays eingesetzt.
Nach der Behandlung mit den Medikamenten ist eine Weiterbehandlung mit einem Wasser-Essig-Gemisch von Vorteil. Dieses Gemisch, das aus 1/2 Tasse Wasser und 1/2 Tasse Essig besteht, ist am besten jeden Tag auf dem Kopf zu verteilen, da die Jungtiere wegen der Säure nicht lange überleben können. Zusätzlich müssen jedoch die Nissen (Eier der Läuse) mit den Fingern oder einem speziellen Läusekamm aus den Haaren entfernt werden.